# Roberto Cereceda
Roberto Cereceda, född 10 oktober 1984, är en chilensk fotbollsspelare från Santiago.
Cereceda spelar för brasilianska Figueirense FC.
Cereceda började spela proffsfotboll för Audax Italiano år 2003. Under sina totalt 4 år i klubben spelade han 87 matcher.

## Landslaget
Cereceda debuterade för landslaget 2006.